# وسلی ناد موراوو
وسلی ناد موراوو (به لاتین: Veselí nad Moravou) یک منطقهٔ مسکونی در جمهوری چک است که در شهرستان هودونین واقع شده‌است. وسلی ناد موراوو ۳۵٫۴۴ کیلومتر مربع مساحت و ۱۱٬۷۱۳ نفر جمعیت دارد و ۱۷۶ متر بالاتر از سطح دریا واقع شده‌است.